# 小野組
小野組（おのぐみ）は江戸時代の豪商。小野組の名は明治に入ってからの通称で、初代小野善助に始まり、「井筒屋」を名乗っていた。糸割符商人。数多くあった分家との区別を図るために、その名前から特に「善印」とも称す。幕末・維新にかけて明治新政府に御為替方と称されるほど成長したが、政府の金融政策の急変に対応できず、明治前期に破綻した。

## 概要
小野家は、初代新四郎則秀が江州高島郡大溝（滋賀県高島市）で、陸羽の物産と上方の物産を交易していたとされる。
1662-63年（寛文2-3年）ころ次男の主元が盛岡に下り、近江屋を開業し、村井権兵衛を名乗った。盛岡は、1615年頃に盛岡城が完成し城下町が建設されると他領の商人が続々と入ってきて領内の商業活動を牛耳っていた。権兵衛も同郷の近江商人を頼りに盛岡に入り、志和村で酒造業を始めて成功し、砂金を買い集めて京都に送っていた。
権兵衛は甥である善助、唯貞、清助の三兄弟も盛岡に呼び寄せた。善助(包教)は1689年に盛岡紺屋町で井筒屋と号して開業、1708年に京都に進出して大店となり、のちに江戸にも進出した。その弟唯貞は叔父の村井権兵衛家を継いで襲名し、1690年に京都に進出して鍵屋と号し、苗字を小野に戻して小野権右衛門と名乗った。その弟清助は権兵衛の婿養子となり、兄善助の紺屋町の店を引き継いだ。それぞれ「善印」「郡印」「紺印」と通称され、小野一族が形成された。
小野一族は、上方から木綿・古手などの雑貨を運び、奥州から砂鉄・紅花・紫根を上方に送り、物産交易を営み財を成していった。
京都の井筒屋善助・鍵屋権右衛門らは南部藩からの仕入れ店であったが、1776年（安永5年）幕府の「金銀御為替御用達」となり十人組に加入し、御為替名目金を自己の営業資金に流用し、京都では和糸・生絹・紅花問屋を、江戸では下り油・下り古手・繰綿問屋、盛岡では木綿商・古手商・酒造業を営んでいた。江戸の小野組は、日本橋本石町（現日本銀行敷地内）に為替会社を置き、日本橋田所町に油店を持っていた。
1866年1月（慶応3年12月）に明治政府は財源確保のために「金穀出納所」を設けた際に、三井三郎助・島田八郎左衛門とともに小野善助を「金穀出納御用達」とし翌慶応4年1月には「出納所御為替御用達」に任じた。
三井組、島田組と並び豪商として名を馳せたが、明治新政府による官金預り金の担保に関する急激な規制強化に対応できず、1874年11月に破綻した。

### 小野家
- 小野新四郎（則秀） - 初代。近江の大溝で開業
- 小野善五郎（直嘉） - 則秀の長男。大溝の井筒屋2代目。
- 村井権兵衛（主元） - 則秀の二男。盛岡で近江屋開業。1670年代に「権兵衛酒屋」を始め、それまで濁り酒しかなかった南部藩で初めて上方流の「澄み酒（清酒）」を作った[6]。この蔵は現在岩手県最古の造り酒屋であり、日本最大の杜氏集団である南部杜氏が誕生するきっかけとなった[6]。そのほか、砂金採取、味噌醤油の製造販売、質屋の営業、塩の一手販売、京都の質流れの古着販売など幅広く商って一代で巨富を築き、その後も村井権兵衛家は代々酒屋として発展したが大正時代に没落した[3]。
- 村井善助（包教、1739年没） - 直嘉の長男。盛岡・京都で井筒屋（善印）開業。
- 小野権右衛門（唯貞、1662－1732） - 直嘉の二男。盛岡近江屋2代目。京都で鍵屋、郡山城 (陸奥国紫波郡)下の日詰で井筒屋（郡印）開業[7][8]。
- 小野善五郎（?） - 直嘉の三男。大溝の井筒屋3代目。
- 小野清助（嘉品） - 直嘉の四男。盛岡の井筒屋（紺印）開業。

………
- 小野善助（政房） - 3代目善助
- 小野善助（包該） - 4代目善助。政房の長男
- 小野助次郎 - 政房の二男
- 小野又次郎 - 政房の三男
- 小野善助（包賢、1831-1887） - 7代目善助。第一国立銀行頭取。破綻時の小野善助家当主
- 小野三家 - 小野善助家、小野助次郎家、小野又次郎家を指す[9]

………
- 小野善右衛門（1826－1900） - 京都下鴨村の農家の子・田和長之助として生まれ、10歳より京都井筒屋で長年奉公し、その手腕が評価されて、34歳のとき小野家から西村勘六と名乗ることを許される[2]。その後、小野家大番頭が代々襲名していた善右衛門を勝手に名乗り、1872年に戸籍法ができるや西村善右衛門を本名として登録、その後娘夫婦に西村家を継がせ、自らは小野善右衛門と呼称したことから、一族内に物議が起こり組織に乱れが生じた[2][1]。政商として小野組を興隆に導いた一方、その専横ぶりから小野組の弱体化を招き、破綻の一因を作ったとも言われる[2][10]。甥の小野政吉（小野敏郎の父）を養子とした[2]。

## 小野組転籍事件
1870年（明治3年）、小野屋が本社機能を京都から江戸へ移そうとしたところ、京都府権大参事の槇村正直によって為替業務に制限がかけられた。これにより小野屋の業務は支障をきたすようになり、小野屋は少しでも業務を簡潔にするために分家三社と合併、以後、小野組と名称を変える。

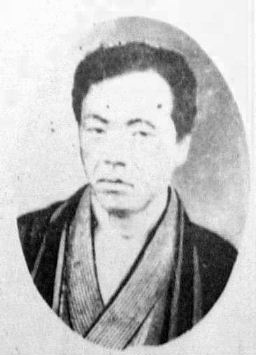
江藤新平

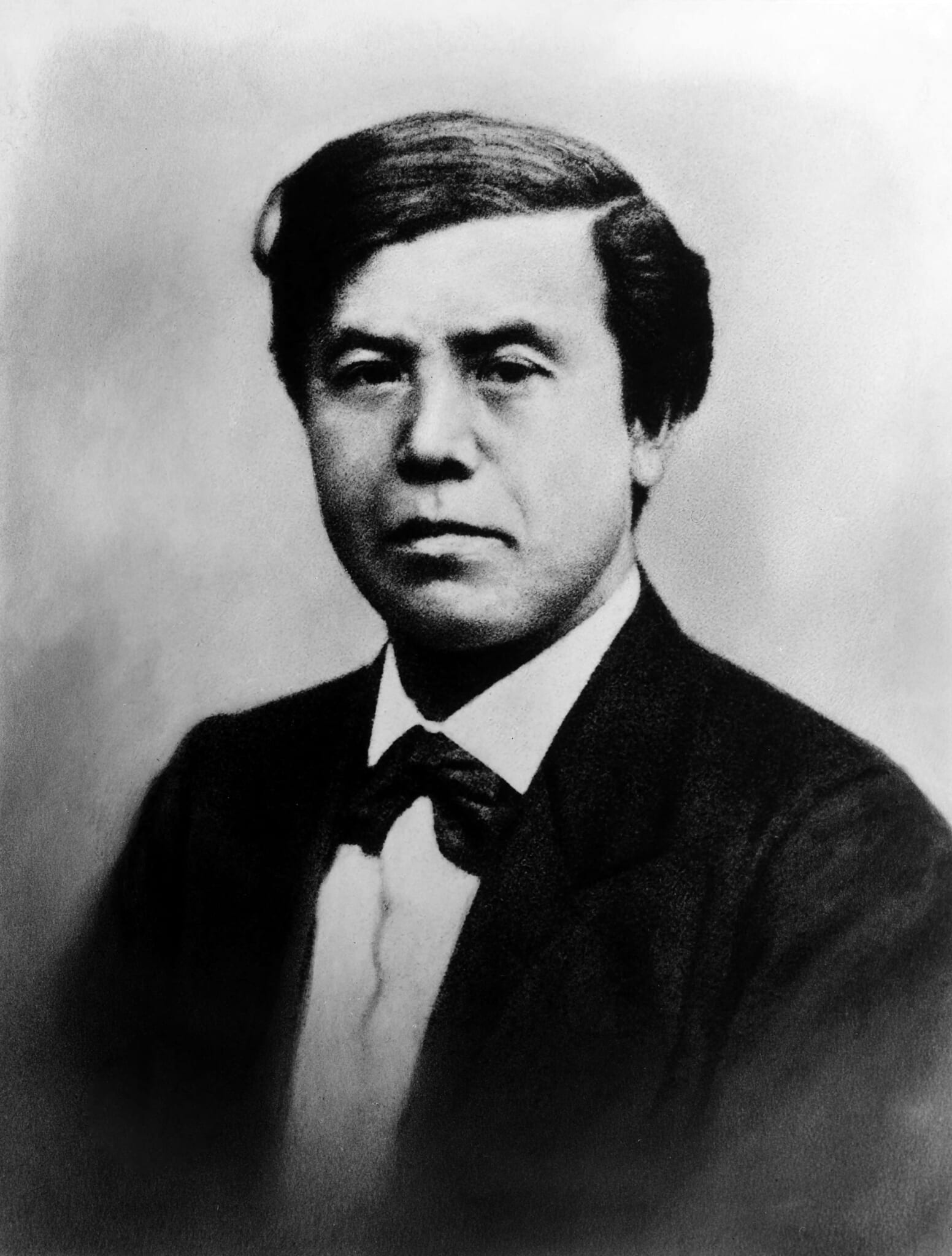
木戸孝允

それでも業務の煩雑さは解決されなかったことから、1873年（明治6年）4月に小野組は京都府庁へ転籍を申し出るに至った。小野助次郎は神戸へ、小野善右衛門は東京への転籍を希望したが、京都府庁はその届出を処理しなかった。小野組は当時、すでに全国28の支店を持つ大商人であり、租税収入の減少と献納金の喪失は京都府には受け入れがたかった。神戸への転籍が受け入れられなかった小野助次郎はやむなく京都裁判所に「送籍命令」を出すよう訴え、小野善右衛門もそれに続いた。しかし、京都裁判所は京都府への遠慮から、訴訟を受け取りながら裁判を行おうとはしなかった。この行政と司法の癒着に激怒したのは司法卿江藤新平だった。担当の裁判官は更迭され、代わって派遣された北畠治房は小野組の戸籍の送付を命令したが、これでも問題は解決しなかった。
当時の京都府および知事長谷信篤、大参事槇村正直は命令に対して、政府に伺いをたてている途中だからと裁判所の命令に服そうとはしなかった。京都裁判所はこの京都府の対応を見て、受け入れを迫るとともに命令に服さない場合は六円の賠償金を知事と大参事に納付するよう命じる。それでもなお、京都府は前回と同様の理由で速やかな対応を拒否した。さらに征韓論を巡る一連の事件によって江藤新平が下野するにおよび、事態はますます膠着状態に陥りつつあった。
しかし、その法を無視した京都府の対応に、明治政府から疑問の声が上がる。声を上げたのは長州出身の文部卿木戸孝允だった。木戸は知事長谷信篤に裁判所の命令に従うよう説得を始めた。京都裁判所の北畠治房もより厳しい態度で京都府に臨むようになり、1873年（明治6年）12月31日、知事へ対して懲役100日もしくは贖罪金40円、大参事に対しては懲役100日もしくは贖罪金30円という命令を再度下し、両者がこれを守らないと見るや、大参事槇村正直が東京に出た機に身柄を拘束、ついに収監に至った。知事長谷信篤は司法の強硬な手法に動揺。ついに木戸の説得を受け入れ、翌1874年（明治7年）、ようやく送籍手続きがとられて小野助次郎、小野善右衛門両名の希望は叶った。

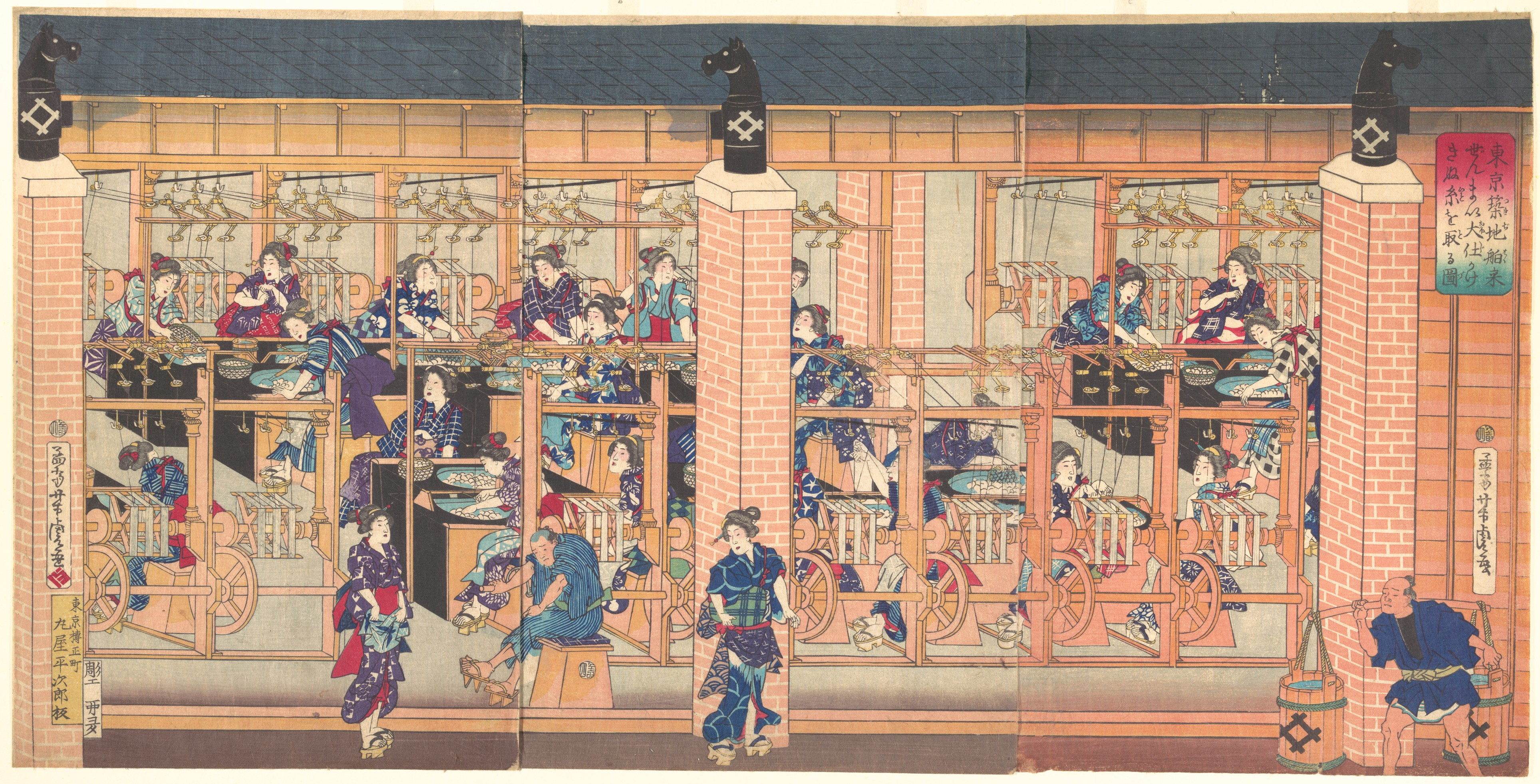
築地製糸場の様子を描いた浮世絵。歌川芳虎画。1872年

## 小野組の破綻
1871年（明治4年）の廃藩置県以後、三井・島田・小野三家の為替方は府県方と称し、三府七二県に支店。出張所を置き公金の収支に従事していた。
小野組は為替方であることによって多額の金を無金利で運用して、生糸貿易を手がけ、また1871年には築地生糸所を創立、その後も前橋製糸場をはじめ、長野県各地、福島県二本松などに製糸場を経営し、また、釜石、院内、阿仁など東北各地の鉱山経営に着手した。
生糸取引は古河市兵衛が、為替店は小野善衛門（西村勘八）が統括していたが、1872年（明治5年）、渋沢栄一の仲介によって、三井組と共同で「三井小野組合銀行」（第一国立銀行の前身、現在のみずほ銀行）を設立するが、三井組は独自に金融機関（三井銀行の前身、現在の三井住友銀行ほか）を設立、三井組は規模を拡大した。
小野組は、1873年（明治6年）には、全国に支店四十余、大阪府の外二十八県と為替契約を結び、三井組を凌駕していたが、1874年（明治7年）になって、政府の為替方に対する方針は担保額の引き上げなどの一方的な金融政策の急変によって、小野組は御用御免を願い出て、資金全部を大蔵省に提出して精算をし、1877年6月処分を完了した。岩手県で創県以来、政府の公認を得て、年貢金及び官金の為替方を東京・田所町（日本橋堀留町のあたり）の小野善助の出店である盛岡呉服町の小野善十郎に取扱わしていた。1874年（明治7年）11月20日小野善助は県御用達免除を出願、同27日には盛岡の小野善十郎も同様出願して、県為替方を閉店した。11月22日大蔵省は小野組の官金委託を第一国立銀行に切換え、同組の財産を没収した。
1884年9月、小野組の権利義務を移して小野商会を創立し、1897年頃まで営業を続けていたが、その後、解散した。

## 小野組と盛岡
盛岡に定住し、質屋、酒、味噌・醤油の販売を行い、盛岡・八戸藩の御用商人として御用金を引受け、銭札の通用、尾去沢銅山などにも関与した。盛岡の小野組は、現在の盛岡市肴町（旧呉服町）、「岩手酒類卸株式会社」の地にあった。現在も当時の煉瓦塀の一部が残されている。また、みずほ銀行盛岡支店に隣接して、当時の蔵が一棟のみ残されている。
小野組の破産後、政府為替方として「国立第一銀行盛岡支店」が開かれると、支店長には渋沢栄一の従兄で義兄である尾高惇忠が配されたが、この銀行も破綻した。代わって同じく渋沢が設立に関与した仙台の「国立第七十七銀行（現七十七銀行）」を盛岡に斡旋、岩手県の公金が隣県の宮城県を本拠にする銀行へ流れることに反対して、地元有力者によって「盛岡銀行」が設立された。
なお、盛岡小野組が輩出した人物は次の通り。
- 小野慶蔵 - 小野組の系譜を引き、1907年（明治40年）第九十銀行取締役の任にありながら、ほかの重役陣と経営方針があわず、全ての持株を時価で役員に譲渡して（旧）岩手銀行を設立した（現・岩手銀行とは同名異社である）。
- 古河市兵衛 - 豆腐行商に始まり盛岡小野組に奉公し、破産後は古河鉱業を興した。
- 葛西重雄 - 古河市兵衛の下で足尾銅山ほか鉱山事業に参画。のちに岩手銀行頭取。東京駅を設計した葛西萬司の義父。
- 小野清一郎 - 刑法学者

## 関連事項
- 八重の桜(2013年、NHK大河ドラマ) - 第33回で小野組転籍事件が取り上げられている。
- 青天を衝け(2021年、NHK大河ドラマ) - 小野善右衛門(演：小倉久寛)が登場。小野組の破綻が取り上げられている。